# Vriendschapsspelen
De Vriendschapsspelen (Russisch: Дружба-84; Droezjba-84) was een internationaal sportevenement dat werd gehouden in 1984 en was georganiseerd door de Sovjet-Unie en andere landen uit het voormalige Oostblok. De Spelen werden gehouden tussen juli en september 1984 in negen verschillende landen: Sovjet-Unie, Bulgarije, Polen, Tsjecho-Slowakije, Hongarije, Cuba, Noord-Korea, Mongolië en de Duitse Democratische Republiek. 
De Vriendschapsspelen werden gehouden als alternatief voor de Olympische Spelen van 1984 die georganiseerd werden in het Amerikaanse Los Angeles en die door deze landen werden geboycot. Deze boycot was de reactie van de communistische Sovjet-Unie en de satellietstaten op de door de Amerikanen geleide boycot van de Olympische Spelen van 1980 in het Sovjet-Russische Moskou. Het was een van de schermutselingen ten tijde van de Koude Oorlog. Door de westerse wereld werden de Vriendschapsspelen als een propagandamiddel beschouwd. 
Het motto van de Spelen was: "sport, vriendschap, vrede". In totaal namen ongeveer 2.300 atleten uit bijna 50 landen deel. De openingsceremonie vond plaats in het Olympisch Stadion Loezjniki in Moskou.
Op de Spelen werden alle olympische sporten beoefend alsmede tennis, tafeltennis en sambo. De eerste twee extra sporten zijn later aan het olympisch programma toegevoegd. Sambo is een Sovjet-Russische vechtsport.

## Prestaties
Bij 28 onderdelen was de prestatie op de Vriendschapsspelen beter dan de olympische equivalent. Zo won de Oost-Duitse Marlies Göhr de 100 m in 10,95 seconden terwijl in Los Angeles de Amerikaanse Evelyn Ashford 10,97 seconden nodig had.
Tijdens het evenement werden 48 wereldrecords verbeterd, terwijl er in Los Angeles elf sneuvelden. 22 van deze records werden behaald door atleten uit de Sovjet-Unie. Dertig wereldrecords werden bij het gewichtheffen behaald.

## Locaties en sporten
Sovjet-Unie
- Moskou
  - atletiek, heren (17-18 augustus)
  - baanwielrennen (18-22 augustus)
  - basketbal (22-30 augustus)
  - hockey (19-21 augustus)
  - roeien (23-25 augustus)
  - schietsport (19-25 augustus)
  - zwemmen (19-25 augustus)
- Tallinn
  - zeilen (18-25 augustus)

 Bulgarije
- Varna
  - volleybal, vrouwen (5-15 juli)
  - gewichtheffen (12-16 september)
- Sofia
  - worstelen vrije stijl (20-22 juli)
  - ritmische gymnastiek (17-19 augustus)

 Cuba
- Havana
  - boksen (19-24 augustus)
  - waterpolo (19-26 augustus)
  - volleybal, mannen (19-26 augustus)

 Tsjecho-Slowakije
- Pilsen
  - boogschieten (23-26 augustus)
- Olomouc
  - turnen (20-26 augustus)
- Praag
  - atletiek, vrouwen (16-18 augustus)
- Trenčín
  - handbal, vrouwen (21-25 augustus)

 Noord-Korea
- Pyongyang
  - tafeltennis (2-10 juli)

 Duitse Democratische Republiek
- Berlijn
  - kanovaren (21-22 juli)
- Forst en Schleiz
  - wegwielrennen (23, resp. 26 augustus)
- Rostock en Maagdenburg
  - handbal, mannen (17-21 juli)

 Hongarije
- Boedapest
  - schoonspringen (16-18 augustus)
  - schermen (15-20 juli)
  - worstelen Grieks-Romeins (13-15 juli)

 Mongolië
- Ulaanbaatar
  - Sambo (1-2 september)

 Polen
- Sopot
  - Paardensport (eventing, jumping) (6-10 juni)
- Książ (Wałbrzych) en Drzonków
  - Paardensport (dressuur) (17-26 augustus)
- Poznań
  - hockey, vrouwen (28-30 augustus)
- Warschau
  - Judo (24-26 augustus)
  - moderne vijfkamp (5-9 september)
- Katowice
  - tennis (20-26 augustus)